# Rummelsberger Programm
Das Rummelsberger Programm, eigentlich: Grundsätze für die Gestaltung des gottesdienstlichen Raumes der evangelischen Kirchen, ist ein Programm, das die Evangelische Kirche in Deutschland (EKD) 1951 auf ihrer Zweiten Evangelischen Kirchbautagung in Rummelsberg verabschiedete. Es wandte sich dezidiert gegen das Eisenacher Regulativ von 1861, das die Orientierung auf historische, namentlich mittelalterliche Baustile und Vorbilder propagiert, und das Wiesbadener Programm von 1891, das das Ideal der (oft als Zentralbau angelegten) protestantischen Predigtkirche der Neuzeit in den Vordergrund gerückt hatte. Im Zusammenwirken von Theologen und Architekten wurden allgemeine Regeln entwickelt, die den protestantischen Kirchenbau der Nachkriegszeit in seinem geänderten Verhältnis zur Gesellschaft bestimmen sollten.

## Inhalt des Rummelsberger Programms
Während die beiden älteren Kirchenbauprogramme auf repräsentative Erscheinung des Kirchenbaus Wert legten, solle nun dessen primäre Aufgabe sein, „den gottesdienstlichen Forderungen und Notwendigkeiten“ gerecht zu werden, wobei ein Ziel „die Auflösung der Massengemeinden und die Bildung von lebendigen Gemeindekernen in Anlehnung an eine nicht allzu große Kirche“ darstellte. Dabei sollte bei der Anlage von Kirchenbauten weniger auf städtebauliche Gesichtspunkte, als vielmehr auf die Gruppierung „ihrer mancherlei Bauten als Kirche, Gemeindehaus, Pfarrhaus, Jugend- oder Altersheim u. dgl.“ geachtet werden. Insbesondere müsse sich ein Kirchenbau deutlich von profanen Bauaufgaben unterscheiden und dabei „so ausgestattet sein, dass in ihm das Wort Gottes verkündigt und die Sakramente gereicht werden können.“ 
Unter Ablehnung des im Wiesbadener Programm propagierten Kanzelaltars seien „Kanzel und Altar … im lutherischen Gottesdienst einander gleichwertig zugeordnet.“ Die räumliche Ausrichtung geschieht auf Wortverkündigung und die Spendung der Sakramente, für die ein gegenüber dem Gemeinderaum erhöhter Altarraum anzulegen sei. Während der Altar wie die Kanzel „als die eigentlichen Brennpunkte des Raumes“ gelten, ergebe sich für die Zuordnung von Taufe und Altar … keine zwingende Regel und keine bauliche Gleichwertigkeit. Die Position der Orgel „auf einer Empore gegenüber dem Altar“ oder „zu ebener Erde seitlich vom Altar“ sei der jeweiligen Situation anzupassen.
Für die Gottesdienste der reformierten Gemeinden gelten Sonderregelungen. Für die Kanzel wird eine Position „vor der Rückwand in der Achse des Raumes“ empfohlen, der davorstehende Abendmahlstisch sei jeweils „in schlichten Formen“ zu halten. Die Orgel solle ihren Standort „oberhalb oder hinter der Kanzel“ finden. „Da Orgel und Sängerchor zusammengehören, der Sängerchor aber seinen Platz tunlichst nicht im Rücken der Gemeinde haben soll“, bestehe keine Notwendigkeit für die traditionelle Aufstellung der Orgel auf einer rückwärtigen Empore.

## Umsetzung
Das Rummelsberger Programm, an dessen Formulierung Otto Bartning einen wesentlichen Anteil hatte, fand seine erste umfassende Anwendung in dem von ihm geleiteten Notkirchenprogramm des Evangelischen Hilfswerks, das nach dem Ende des Zweiten Weltkriegs den Mangel an gottesdienstlichen Räumen mit schnellen und einfachen Mitteln beheben sollte. In den beiden Jahrzehnten bis 1970 wurden zahlreiche evangelische Kirchenbauten nach Maßgabe des Rummelsberger Programms errichtet oder umgestaltet.